# シンフォニア・タプカーラ
『シンフォニア・タプカーラ』（または『タプカーラ交響曲』、伊: Sinfonia Tapkaara）は、伊福部昭による交響曲である。「タプカーラ」とはアイヌ語において「立って踊る」と言う意味である。

## 概要
伊福部昭は少年期に交流したアイヌへの共感とノスタルジーが作曲の動機であると語る。また、この作品は伊福部昭の親友であった音楽評論家の三浦淳史に献呈されている。
1936年、アレクサンドル・チェレプニンは個人授業において、ミリィ・バラキレフを例に出し、伊福部昭に未熟な内の交響曲の作曲を戒めた。1943年、伊福部昭は『交響譚詩』を作曲するが、この作品を交響曲と名付けようとしていた。
また、本作はスケッチのみを残して戦災に消えた『ピアノと管絃楽のための協奏風交響曲』(1941年作曲)に部分的に基いている。同「協奏風交響曲」からモチーフを利用した楽曲として『ピアノと管絃楽のためのリトミカ・オスティナータ』(1961年作曲)がある。
なお、その『ピアノと管絃楽のための協奏風交響曲』のパート譜は1997年から数年前NHKの資料庫から発見された。その後総譜が甲田潤によって復元され、さらに蘇演された。
2023年に公開された東京音楽大学による「伊福部昭デジタルアーカイブ」に含まれる「バラの楽譜(1951)」と名付けられた資料により、「シンフォニア・タプカーラ」と「リトミカ・オスティナータ」はこのスケッチにおいて同時に構想が始まっていた事が分かっている。

### 初稿
この作品が完成した年は伊福部昭が東京音楽学校の作曲科講師を退任し、著作『管絃楽法』（完本ではない）上巻を発刊させた翌年であり、さらに自身の代表作となる映画『ゴジラ』が公開した年でもある。完成の翌年、伊福部昭は世界初演を録音したテープを聴き、その演奏について「演奏指導もせず、ただ楽譜を送るだけだとこうなるのかと勉強になった」と語った。このテープに録音された第1楽章は終わった直後に観客の拍手を含んでおり、世界初演を行ったファビエン・セヴィツキーはそれを詫びていた。

### 作曲と初演
- 1954年、初稿完成。
- 1955年1月26日、指揮者ファビエン・セヴィツキーとの文通がきっかけと成り、インディアナポリスにおいてインディアナポリス交響楽団によって世界初演。
- 1956年3月16日、上田仁と東京交響楽団によって日本初演。
- 1979年12月、改訂版完成。
- 1980年4月6日、芥川也寸志と新交響楽団によって改訂版初演。
- 1998年10月、第46回全日本吹奏楽コンクール一般の部において、大津シンフォニックバンド（関西代表）が自由曲として第3楽章（羽毛田耕士編曲）を演奏し好評を博した。
- 2002年5月、松木敏晃による吹奏楽版が完成。6月8日、野中図洋和と陸上自衛隊中央音楽隊によって初演。（※松木敏晃編曲版としては）

## 編成
3管編成
- 木管楽器
  - ピッコロ、フルート2
  - オーボエ2、コーラングレ
  - B♭管クラリネット2、B♭管バスクラリネット
  - ファゴット2、コントラファゴット
- 金管楽器
  - ホルン4
  - C管トランペット3
  - テナートロンボーン2
  - バストロンボーン
  - チューバ
- 打楽器
  - ティンパニ
  - トムトム
  - スネアドラム（ティンバレスまたはギロと持ち替え）
- 編入楽器
  - ハープ
- 絃楽器
  - 弦五部

## 曲の構成
全3楽章。改訂版と初稿の違いは主に第1楽章の冒頭部、第2楽章の中間部、第3楽章の終結部である。
- 第1楽章 レント・モルト - アレグロ
- 第2楽章 アダージョ
- 第3楽章 ヴィヴァーチェ

## 備考
- NHK「アニ＊クリ15」のショートアニメ『おんみつ☆姫』（監督：前田真宏）で第3楽章が使用された。
- NHKの放送で使用されている緊急地震速報の告知チャイム音は本作の第3楽章の一節を参考にして作られた[4]。作成したのは伊福部昭の甥の伊福部達である。
- 伊福部が音楽を担当した映画『大坂城物語』（1961年、東宝）にて、第1楽章がアレンジされ劇伴として使われている。
- 劇場用アニメ『鉄人28号　白昼の残月』（監督：今川泰宏）では、同じく伊福部が作曲した『兵士の序楽』や『日本狂詩曲』などとともに、本人の了承を得た上で使用されている。